# Giant Little Ones
Giant Little Ones je kanadský hraný film z roku 2018, který režíroval Keith Behrman podle vlastního scénáře. Snímek měl světovou premiéru na Mezinárodním filmovém festivalu v Torontu 9. září 2018. V ČR byl uveden v roce 2019 na Zlínském filmovém festivalu pod názvem Malé velké lži.

## Děj
16letý Franky Winter a jeho nejlepší kamarád Ballas Kohl navštěvují stejnou střední školu a jsou členy školního plaveckého týmu. Franky chodí s Priscillou. Při sexu s ní je však zdrženlivý a uvědomuje si, že se k ní necítí sexuálně přitahován. V noci během Frankových 17. narozenin se oba kamarádi opijí a ve tmě dojde k vzájemnému kontaktu. Krátce nato začne Ballas ve škole tvrdit, že ho Franky využil a svedl. Franky je šikanován a odejde z plaveckého týmu. Oporu nachází u svého otce a Ballasovy sestry Natashy.

## Obsazení
| Josh Wiggins      | Franky Winter |
| Darren Mann       | Ballas Kohl   |
| Maria Bellová     | Carly Winter  |
| Kyle MacLachlan   | Ray Winter    |
| Taylor Hickson    | Natasha Kohl  |
| Peter Outerbridge | Nic Kohl      |
| Niamh Wilson      | Mouse         |
| Kiana Madeira     | Jess          |
| Olivia Scriven    | Deanne        |
| Evan Marsh        | Connor        |